# Trent Lott

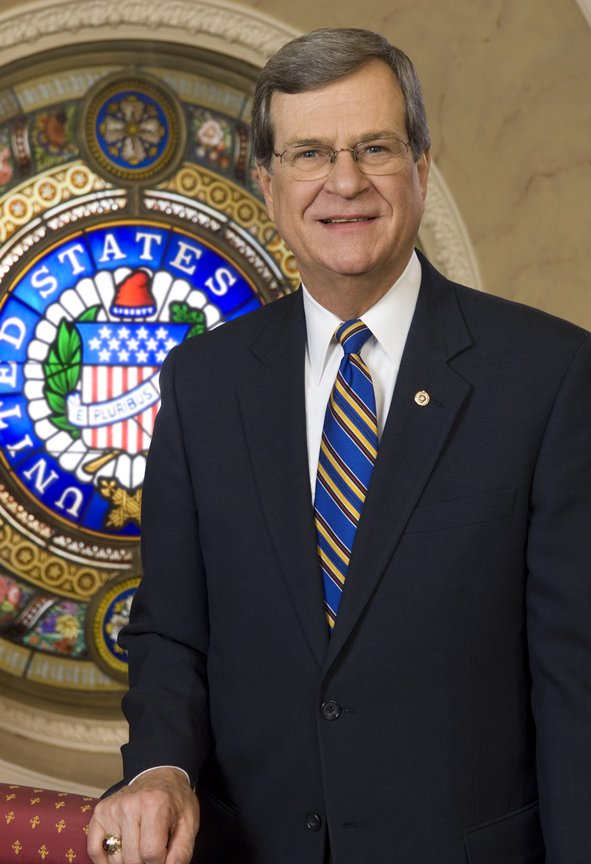
Trent Lott (2007)

Chester Trent Lott (* 9. Oktober 1941 in Grenada, Mississippi) ist ein US-amerikanischer Politiker und ehemaliger US-Senator für den Bundesstaat Mississippi. Lott war zweimal Fraktionsführer der republikanischen Mehrheitsfraktion im Senat, musste aber aufgrund heftig kritisierter Äußerungen über den ehemaligen Präsidentschaftskandidaten Strom Thurmond zurücktreten. Er war Minority Whip (Fraktionsgeschäftsführer) der Republikaner im Senat des 110. Kongresses.

## Frühe Karriere
Lott besuchte die University of Mississippi, wo er 1967 in Rechtswissenschaft graduierte. An der Universität war er Präsident der Studentenverbindung Sigma Nu. Während seiner Sigma-Nu-Präsidentschaft wurde die Universität im Rahmen der Bürgerrechtsbewegung desegregiert; bei einer Razzia fand die Polizei mehrere Waffen im Gebäude der rein weißen Studentenverbindung. Nach dem Studium zog er nach Pascagoula, Mississippi, und eröffnete eine Anwaltskanzlei. Er lebt dort noch heute, sein Wohnhaus wurde jedoch durch den Hurrikan Katrina zerstört.
Wie die meisten weißen Einwohner Mississippis zu der Zeit begann er seine Karriere als Demokrat. Er arbeitete zwischen 1968 und 1972 für den aus Pascagoula stammenden Kongressabgeordneten William M. Colmer. Nachdem Colmer, einer der führenden Anhänger der Rassentrennung innerhalb der Demokraten, den Kongress verließ, unterstützte er Lott als seinen Nachfolger, obwohl dieser für die Republikaner antrat.
Lott gewann die Wahl problemlos und verstärkte damit den Trend, dass sich in den 1960ern und 1970ern große Teile der konservativen Demokraten des Solid South von ihrer Partei abwandten und die Republikaner unterstützten. Der konservative Republikaner Barry Goldwater beispielsweise gewann in Mississippi bei den Präsidentschaftswahlen 1964 87 % der Stimmen, obwohl er landesweit haushoch verlor.
Lott profitierte bei seiner ersten Wahl von einem Erdrutschsieg der Republikaner. Bei der gleichzeitig ablaufenden Präsidentschaftswahl setzte sich Richard Nixon durch; in Mississippi gewann er 78 % der Stimmen. Er und Thad Cochran waren der zweite und der dritte Republikaner, die seit der Reconstruction-Ära in Mississippi gewählt wurden. Die nächsten sechs Wahlen gewann Lott problemlos, 1978 hatte er nicht einmal einen Gegenkandidaten. Von 1981 bis 1989 bekleidete er das Amt des „House Minority Whip“, die zweithöchste Position innerhalb der republikanischen Fraktion, und er war damit der erste Republikaner aus den Südstaaten, der eine solch hohe Position einnahm.

## Im Senat
Nachdem der langjährige Senator John C. Stennis nicht mehr antrat, kandidierte Lott und schlug den Kongressabgeordneten Wayne Dowdy mit acht Prozentpunkten Vorsprung. Es war sein knappstes Wahlergebnis als Senator, 1994 und 2000 gewann er wesentlich höher. Im November 2006 wurde er für weitere sechs Jahre bestätigt.
Nachdem die Republikaner 1995 die Mehrheit im Senat errangen, nahm er den Posten des Senate Majority Leader ein, nachdem Bob Dole 1996 vom Posten zurücktrat, um für die Präsidentschaft zu kandidieren. Bekannt wurde er vor allem dadurch, dass er das Amtsenthebungsverfahren gegen Bill Clinton vorantrieb, obwohl bereits absehbar war, dass es die erforderliche Zweidrittelmehrheit nicht erreichen würde.

## Kontroverse und Rücktritt

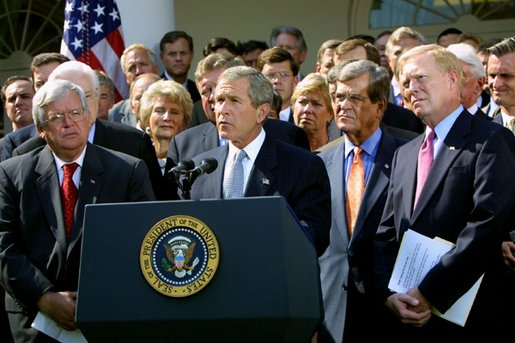
Trent Lott (2. von rechts) bei einer Rede an der Seite von Präsident George W. Bush (2002)

Lott gratulierte 2002 Senator Strom Thurmond zum 100. Geburtstag, der 1948 für die Dixiecrats – Demokraten, die Einschränkungen der Rassentrennung in den USA befürchteten – als Präsidentschaftskandidat antrat. Er sagte bei der Rede:
I want to say this about my state: When Strom Thurmond ran for president, we voted for him. We’re proud of it. And if the rest of the country had followed our lead, we wouldn’t have had all these problems over all these years, either.
Ich möchte das über meinen Staat sagen: Als Strom Thurmond als Präsident kandidierte, wählten wir ihn. Wir waren stolz darauf und wenn die übrige USA uns gefolgt wäre, hätten wir nicht all die Probleme gehabt, die wir seitdem haben.
Das Statement wurde so aufgefasst, dass Lott auch weiterhin die Rassentrennung befürwortet. Er selbst sagte, er hätte andere Programmpunkte Thurmonds gemeint, und erklärte explizit, dass er Segregation für amoralisch halte und Affirmative Action unterstütze.
Lott hatte in dieser Hinsicht bereits mehrfach kontroverse Haltungen eingenommen. 1972 setzte er das (symbolische) Gesetz durch, dass Veteranen der Konföderierten nicht mehr vom Dienst in der US-Armee ausgeschlossen waren. Er selbst sieht den konföderierten Präsidenten Jefferson Davis als einen „Held“ an. Lott stimmte gegen den Voting Rights Act und war dagegen, Martin Luther King einen Feiertag zuzusprechen. Er hat enge Verbindungen zum segregationistischen Council of Conservative Citizens, der von mehreren Organisationen wie der NAACP als „Hate group“ (Hassgruppe) bezeichnet wird.
Nachdem auch Präsident George W. Bush das Statement heftig kritisiert hatte, konnte er seine Position nicht mehr halten. Er trat als Fraktionsführer zurück; Bill Frist aus Tennessee wurde sein Nachfolger. Danach nahm er den Vorsitz im Geschäftsordnungsausschuss ein, womit er immer noch erheblichen Einfluss auf das Geschehen im Senat hatte. Durch seinen Sitz in diesem Ausschuss war er auch Mitglied im Ausschuss für die Library of Congress. Er saß außerdem im Handels-, Wissenschafts- und Verkehrsausschuss.
Nach seinem Rücktritt als Fraktionsführer wurde es um Lott ruhiger. Er begann allerdings auch Konservative innerhalb der Republikaner zu kritisieren, als er den Rücktritt von Donald Rumsfeld forderte. Mehrmals geriet er mit Präsident Bush in heftige Auseinandersetzungen, als es um die Schließung von Militärbasen in Mississippi ging. Am 26. November 2007 gab Lott seinen Rücktritt als Senator bekannt. Sein Nachfolger wurde der Kongressabgeordnete Roger Wicker.